# Convocazioni per la Coppa del mondo per club FIFA 2015
Elenco dei giocatori convocati da ciascun club partecipante alla Coppa del mondo per club FIFA 2015.

## Club

### América
Allenatore:  Ignacio Ambríz
| N. |                      | Ruolo | Calciatore                 |
| -- | -------------------- | ----- | -------------------------- |
| 1  | Messico (bandiera)   | P     | Hugo González              |
| 2  | Argentina (bandiera) | D     | Paolo Goltz                |
| 3  | Messico (bandiera)   | D     | Gil Burón                  |
| 4  | Messico (bandiera)   | D     | Erik Pimentel              |
| 6  | Paraguay (bandiera)  | D     | Miguel Samudio             |
| 8  | Colombia (bandiera)  | C     | Andrés Andrade             |
| 9  | Argentina (bandiera) | A     | Darío Benedetto            |
| 10 | Paraguay (bandiera)  | C     | Osvaldo Martínez           |
| 11 | Ecuador (bandiera)   | A     | Michael Arroyo             |
| 12 | Paraguay (bandiera)  | D     | Pablo Aguilar              |
| 13 | Messico (bandiera)   | P     | Luis Pineda                |
| 14 | Argentina (bandiera) | C     | Rubens Sambueza (capitano) |

| N. |                        | Ruolo | Calciatore       |
| -- | ---------------------- | ----- | ---------------- |
| 15 | Messico (bandiera)     | D     | Osmar Mares      |
| 16 | Messico (bandiera)     | A     | Diego Pineda     |
| 17 | Stati Uniti (bandiera) | D     | Ventura Alvarado |
| 18 | Messico (bandiera)     | C     | Carlos Rosel     |
| 19 | Messico (bandiera)     | A     | Martín Zúñiga    |
| 21 | Messico (bandiera)     | C     | José Guerrero    |
| 22 | Messico (bandiera)     | C     | Paul Aguilar     |
| 23 | Messico (bandiera)     | P     | Moisés Muñoz     |
| 24 | Messico (bandiera)     | A     | Oribe Peralta    |
| 26 | Messico (bandiera)     | A     | Francisco Rivera |
| 31 | Colombia (bandiera)    | A     | Carlos Quintero  |

### Auckland City
Allenatore:  Ramon Tribulietx
| N. |                          | Ruolo | Calciatore                |
| -- | ------------------------ | ----- | ------------------------- |
| 1  | Nuova Zelanda (bandiera) | P     | Jacob Spoonley            |
| 2  | Serbia (bandiera)        | D     | Marko Đorđević            |
| 3  | Giappone (bandiera)      | D     | Takuya Iwata              |
| 4  | Croazia (bandiera)       | C     | Mario Bilen               |
| 5  | Spagna (bandiera)        | D     | Ángel Berlanga (capitano) |
| 6  | Nuova Zelanda (bandiera) | D     | Jesse Edge                |
| 7  | Spagna (bandiera)        | C     | Mikel Álvaro              |
| 8  | Nuova Zelanda (bandiera) | D     | Michael den Heijer        |
| 9  | Inghilterra (bandiera)   | D     | Darren White              |
| 10 | Nuova Zelanda (bandiera) | A     | Ryan De Vries             |
| 11 | Nuova Zelanda (bandiera) | C     | Te Atawhai Hudson-Wihongi |
| 12 | Nuova Zelanda (bandiera) | C     | Adam McGeorge             |

| N. |                           | Ruolo | Calciatore            |
| -- | ------------------------- | ----- | --------------------- |
| 13 | Nuova Zelanda (bandiera)  | D     | Alfie Rogers          |
| 14 | Nuova Zelanda (bandiera)  | A     | Clayton Lewis         |
| 16 | Corea del Sud (bandiera)  | D     | Kim Dae-Wook          |
| 17 | Portogallo (bandiera)     | A     | João Moreira          |
| 18 | Nuova Zelanda (bandiera)  | P     | Danyon Drake          |
| 19 | Isole Salomone (bandiera) | A     | Micah Lea'alafa       |
| 20 | Argentina (bandiera)      | A     | Emiliano Tade         |
| 21 | Nuova Zelanda (bandiera)  | A     | Nathaniel Hailemariam |
| 22 | Nuova Zelanda (bandiera)  | A     | Andrew Milne          |
| 23 | Nuova Zelanda (bandiera)  | C     | Sam Burfoot           |
| 24 | Nuova Zelanda (bandiera)  | P     | Liam Anderson         |

### Barcellona
Allenatore:  Luis Enrique
| N. |                      | Ruolo | Calciatore                |
| -- | -------------------- | ----- | ------------------------- |
| 1  | Germania (bandiera)  | P     | Marc-André ter Stegen     |
| 2  | Brasile (bandiera)   | D     | Douglas                   |
| 3  | Spagna (bandiera)    | D     | Gerard Piqué              |
| 4  | Croazia (bandiera)   | C     | Ivan Rakitić              |
| 5  | Spagna (bandiera)    | C     | Sergio Busquets           |
| 6  | Brasile (bandiera)   | D     | Dani Alves                |
| 8  | Spagna (bandiera)    | C     | Andrés Iniesta (capitano) |
| 9  | Uruguay (bandiera)   | A     | Luis Suárez               |
| 10 | Argentina (bandiera) | A     | Lionel Messi              |
| 11 | Brasile (bandiera)   | A     | Neymar                    |
| 13 | Cile (bandiera)      | P     | Claudio Bravo             |
| 14 | Argentina (bandiera) | C     | Javier Mascherano         |

| N. |                    | Ruolo | Calciatore       |
| -- | ------------------ | ----- | ---------------- |
| 15 | Spagna (bandiera)  | D     | Marc Bartra      |
| 17 | Spagna (bandiera)  | A     | Munir El Haddadi |
| 18 | Spagna (bandiera)  | D     | Jordi Alba       |
| 19 | Spagna (bandiera)  | A     | Sandro Ramírez   |
| 20 | Spagna (bandiera)  | C     | Sergi Roberto    |
| 21 | Brasile (bandiera) | D     | Adriano          |
| 23 | Belgio (bandiera)  | D     | Thomas Vermaelen |
| 24 | Francia (bandiera) | D     | Jérémy Mathieu   |
| 25 | Spagna (bandiera)  | P     | Jordi Masip      |
| 26 | Spagna (bandiera)  | C     | Sergi Samper     |
| 28 | Spagna (bandiera)  | C     | Gerard Gumbau    |

### Guangzhou Evergrande
Allenatore:  Luiz Felipe Scolari
| N. |                    | Ruolo | Calciatore           |
| -- | ------------------ | ----- | -------------------- |
| 3  | Cina (bandiera)    | D     | Mei Fang             |
| 5  | Cina (bandiera)    | D     | Zhang Linpeng        |
| 6  | Cina (bandiera)    | D     | Feng Xiaoting        |
| 7  | Brasile (bandiera) | A     | Alan                 |
| 8  | Brasile (bandiera) | C     | Paulinho             |
| 9  | Brasile (bandiera) | A     | Elkeson              |
| 10 | Cina (bandiera)    | C     | Zheng Zhi (capitano) |
| 11 | Brasile (bandiera) | C     | Ricardo Goulart      |
| 12 | Cina (bandiera)    | C     | Wang Shangyuan       |
| 13 | Cina (bandiera)    | P     | Fang Jingqi          |
| 16 | Cina (bandiera)    | C     | Huang Bowen          |
| 17 | Cina (bandiera)    | C     | Liu Jian             |

| N. |                          | Ruolo | Calciatore     |
| -- | ------------------------ | ----- | -------------- |
| 19 | Cina (bandiera)          | P     | Zeng Cheng     |
| 20 | Cina (bandiera)          | C     | Yu Hanchao     |
| 21 | Cina (bandiera)          | C     | Zhao Xuri      |
| 22 | Cina (bandiera)          | P     | Li Shuai       |
| 25 | Cina (bandiera)          | D     | Zou Zheng      |
| 27 | Cina (bandiera)          | C     | Zheng Long     |
| 28 | Corea del Sud (bandiera) | D     | Kim Young-Gwon |
| 29 | Cina (bandiera)          | A     | Gao Lin        |
| 33 | Cina (bandiera)          | D     | Rong Hao       |
| 35 | Cina (bandiera)          | D     | Li Xuepeng     |
| 56 | Brasile (bandiera)       | A     | Robinho        |

### Mazembe
Allenatore:  Patrice Carteron
| N. |                           | Ruolo | Calciatore      |
| -- | ------------------------- | ----- | --------------- |
| 1  | RD del Congo (bandiera)   | P     | Muteba Kidiaba  |
| 2  | RD del Congo (bandiera)   | D     | Joël Kimwaki    |
| 4  | Zambia (bandiera)         | D     | Nathan Sinkala  |
| 5  | RD del Congo (bandiera)   | D     | Patient Mwepo   |
| 6  | Mali (bandiera)           | D     | Salif Coulibaly |
| 7  | Costa d'Avorio (bandiera) | A     | Roger Assalé    |
| 9  | Tanzania (bandiera)       | A     | Mbwana Samatta  |
| 10 | Zambia (bandiera)         | C     | Given Singuluma |
| 11 | Mali (bandiera)           | A     | Adama Traoré    |
| 12 | RD del Congo (bandiera)   | C     | Bope Bokadi     |
| 14 | Zambia (bandiera)         | D     | Kabaso Chongo   |
| 16 | Costa d'Avorio (bandiera) | C     | Christian Koffi |

| N. |                           | Ruolo | Calciatore       |
| -- | ------------------------- | ----- | ---------------- |
| 17 | RD del Congo (bandiera)   | A     | Jonathan Bolingi |
| 18 | Zambia (bandiera)         | C     | Rainford Kalaba  |
| 19 | Ghana (bandiera)          | C     | Daniel Adjei     |
| 20 | Ghana (bandiera)          | A     | Solomon Asante   |
| 21 | RD del Congo (bandiera)   | P     | Aimé Bakula      |
| 22 | Costa d'Avorio (bandiera) | P     | Sylvain Gbohouo  |
| 23 | Ghana (bandiera)          | C     | Gladson Awako    |
| 24 | Ghana (bandiera)          | D     | Yaw Frimpong     |
| 27 | Ghana (bandiera)          | D     | Richard Boateng  |
| 28 | Tanzania (bandiera)       | A     | Thomas Ulimwengu |
| 29 | Mali (bandiera)           | C     | Boubacar Diarra  |

### River Plate
Allenatore:  Marcelo Gallardo
| N. |                      | Ruolo | Calciatore                  |
| -- | -------------------- | ----- | --------------------------- |
| 1  | Argentina (bandiera) | P     | Marcelo Barovero (capitano) |
| 2  | Argentina (bandiera) | D     | Jonathan Maidana            |
| 3  | Colombia (bandiera)  | D     | Éder Álvarez Balanta        |
| 5  | Argentina (bandiera) | C     | Matías Kranevitter          |
| 6  | Argentina (bandiera) | D     | Leandro Vega                |
| 7  | Uruguay (bandiera)   | A     | Rodrigo Mora                |
| 8  | Uruguay (bandiera)   | C     | Carlos Sánchez              |
| 10 | Argentina (bandiera) | C     | Gonzalo Martínez            |
| 11 | Argentina (bandiera) | A     | Javier Saviola              |
| 12 | Argentina (bandiera) | P     | Augusto Batalla             |
| 13 | Argentina (bandiera) | A     | Lucas Alario                |

| N. |                      | Ruolo | Calciatore          |
| -- | -------------------- | ----- | ------------------- |
| 15 | Argentina (bandiera) | A     | Leonardo Pisculichi |
| 16 | Argentina (bandiera) | C     | Nicolás Bertolo     |
| 18 | Uruguay (bandiera)   | C     | Camilo Mayada       |
| 19 | Uruguay (bandiera)   | A     | Tabaré Viudez       |
| 20 | Argentina (bandiera) | D     | Milton Casco        |
| 21 | Argentina (bandiera) | D     | Leonel Vangioni     |
| 22 | Argentina (bandiera) | A     | Sebastián Driussi   |
| 23 | Argentina (bandiera) | C     | Leonardo Ponzio     |
| 24 | Argentina (bandiera) | D     | Emanuel Mammana     |
| 25 | Argentina (bandiera) | D     | Gabriel Mercado     |
| 26 | Argentina (bandiera) | P     | Julio Chiarini      |
| 27 | Argentina (bandiera) | C     | Lucho González      |

### Sanfrecce Hiroshima
Allenatore: Hajime Moriyasu
| N. |                     | Ruolo | Calciatore                  |
| -- | ------------------- | ----- | --------------------------- |
| 1  | Giappone (bandiera) | P     | Takuto Hayashi              |
| 4  | Giappone (bandiera) | D     | Hiroki Mizumoto             |
| 5  | Giappone (bandiera) | D     | Kazuhiko Chiba              |
| 6  | Giappone (bandiera) | C     | Toshihiro Aoyama (capitano) |
| 8  | Giappone (bandiera) | C     | Kazuyuki Morisaki           |
| 9  | Brasile (bandiera)  | A     | Douglas                     |
| 11 | Giappone (bandiera) | A     | Hisato Satō                 |
| 13 | Giappone (bandiera) | P     | Takuya Masuda               |
| 14 | Croazia (bandiera)  | C     | Mihael Mikić                |
| 16 | Giappone (bandiera) | C     | Satoru Yamagishi            |
| 18 | Giappone (bandiera) | C     | Yoshifumi Kashiwa           |
| 19 | Giappone (bandiera) | D     | Sho Sasaki                  |

| N. |                     | Ruolo | Calciatore       |
| -- | ------------------- | ----- | ---------------- |
| 21 | Giappone (bandiera) | P     | Ryotaro Hironaga |
| 22 | Giappone (bandiera) | A     | Yūsuke Minagawa  |
| 24 | Giappone (bandiera) | C     | Gakuto Notsuda   |
| 25 | Giappone (bandiera) | C     | Yūsuke Chajima   |
| 27 | Giappone (bandiera) | C     | Kohei Shimizu    |
| 28 | Giappone (bandiera) | C     | Takuya Marutani  |
| 29 | Giappone (bandiera) | A     | Takuma Asano     |
| 30 | Giappone (bandiera) | C     | Kōsei Shibasaki  |
| 33 | Giappone (bandiera) | D     | Tsukasa Shiotani |
| 34 | Giappone (bandiera) | D     | Sōya Takahashi   |
| 37 | Giappone (bandiera) | C     | Kazuya Miyahara  |